# Mesoleptus ambulator
Mesoleptus ambulator là một loài tò vò trong họ Ichneumonidae.